# Ізоволи
Ізоволи (рос. изоволы, англ. isovols, нім. Isovolen f pl) — лінії однакового вмісту летких речовин у вугіллі. 
Зображуються на картах вугільних покладів.